# 野田祐希 (バレーボール)
野田 祐希（のだ ゆうき、2004年11月5日 - ）は、日本の女子バレーボール選手である。

## 来歴
東京都目黒区出身。友人に誘われて小学4年生からバレーボールを始めた。
八王子実践高等学校に進学し、3年時の2022年、全国高等学校総合体育大会（インターハイ）で3位に入った。また、U-21女子日本代表候補にも選出された。2022-23シーズン、V.LEAGUE DIVISION1 WOMEN（V1女子）に所属するデンソーエアリービーズの内定選手となった。
2023年、高校卒業後に、デンソーエアリービーズに入団した。入団1シーズン目となる2023-24シーズンにV1女子の試合に出場し、Vリーグデビューを果たした。

## 所属チーム
- 八王子実践高等学校（2020-2023年）
- デンソーエアリービーズ（2023年-）